# Unguriu, Buzău
Unguriu este satul de reședință al comunei cu același nume din județul Buzău, Muntenia, România. Se învecinează la vest cu comuna Măgura, iar la est cu satul Ojasca, aparținând comunei Unguriu.